# 1473 en littérature
| Années de la littérature : 1470 - 1471 - 1472 - 1473 - 1474 - 1475 - 1476    |
| Décennies de la littérature : 1440 - 1450 - 1460 - 1470 - 1480 - 1490 - 1500 |

Cet article présente les faits marquants de l'année 1473 en littérature.

## Évènements
- Ouverture de la Biblioteca Marciana à Venise[1].
- Ulrich Füterer commence la composition de son poème en 41 500 vers, Buch der Abenteuer (Livre des Aventures), qu'il achève en 1487[2].
- L’imprimeur Kasper Straube (en) de Bavière installe à Cracovie la première presse à imprimer[3].

## Parutions

### Ouvrages didactiques
- 5 juin : Chronica Hungarorum de Thuroczy, premier livre imprimé en Hongrie par András Hess[4].
- Niccolò Perotti, Rudimenta grammatices, Rome, Arnold Pannartz et Konrad Sweynheim[5].
- Traduction du code juridique de la ville de Magdebourg (Sachsenspiegel) en tchèque slovaquisé à Žilina[6].

### Poésie
- In Albieram Albitiam puellam formosissimam morientem (Élégie sur la mort d'Albiera) d'Ange Politien[7].
- Canzoniere e sonetti[8] et Quattro canti carnascialeschi d'Alessandro Braccesi.
- Aymon de Montfalcon, Le Procès du banni à jamais du Jardin d'Amour contre la volonté de sa Dame[9].

## Naissances
- 16 janvier : Li Mengyang, poète chinois, mort en 1529.
- 2 septembre : Ercole Strozzi, poète italien, mort le 6 juin 1508.
- 24 décembre : Jean de Kenty, religieux polonais, théologien scolastique et professeur à l'Université Jagellonne de Cracovie, né en 1397.
- Décembre : Jean Cuspinien, humaniste allemand, médecin, diplomate, historien et poète, mort le 19 avril 1529.

- Arakida Moritake, poète et prêtre shintō japonais; mort le 30 août 1549.
- Vers 1473 : 
  - Jean Lemaire de Belges, poète et chroniqueur français, mort en 1524.
  - Marco Antonio Antimaco, humaniste et érudit italien, traducteur du grec, mort en 1552.
  - Josef Grünpeck, prêtre humaniste allemand, médecin, poète et historien, auteur d'une histoire de Ratisbonne, mort après 1530.

## Décès
- 19 février : Heinrich Birnbaum (en latin : Henricus de Piro), moine chartreux allemand, auteur d'ouvrages spirituels, né en 1403.
- 14 juillet : Jean II Jouvenel des Ursins, prélat, diplomate et historien français, né le 23 novembre 1388.
- septembre ou octobre : Johannes Brugman, prédicateur franciscain du Saint-Empire romain germanique, né vers 1400.
- Vers 1473 : Jean Mansel, administrateur au service des ducs de Bourgogne et historiographe, né vers 1400.